# Vela nos Jogos Pan-Americanos de 1983
As competições de vela nos Jogos Pan-Americanos de 1983 foram realizadas em Caracas, Venezuela. Esta foi a oitava edição do esporte nos Jogos Pan-Americanos. 

## Eventos masculinos
| Evento                  | Ouro                  | Prata             | Bronze                       |
| ----------------------- | --------------------- | ----------------- | ---------------------------- |
| Prancha à vela detalhes | Nilo Dzib ( MEX )     | Doug Mart ( USA ) | Raines Kobi ( CAN )          |
| Laser detalhes          | Pedro Bulhdes ( BRA ) | Andy Roy ( CAN )  | Gonzalo José Campero ( ARG ) |

## Eventos abertos
| Evento             | Ouro               | Prata              | Bronze             |
| ------------------ | ------------------ | ------------------ | ------------------ |
| J24 detalhes       | USA Estados Unidos | CAN Canadá         | ARG Argentina      |
| 470 detalhes       | BRA Brasil         | USA Estados Unidos | CAN Canadá         |
| Lightning detalhes | BRA Brasil         | CHI Chile          | ARG Argentina      |
| Snipe detalhes     | USA Estados Unidos | ARG Argentina      | URU Uruguai        |
| Soling detalhes    | BRA Brasil         | CAN Canadá         | USA Estados Unidos |
| Star detalhes      | USA Estados Unidos | BRA Brasil         | CAN Canadá         |

## Quadro de medalhas
| Ordem | País               | Medalha de ouro | Medalha de prata | Medalha de bronze |    |
| ----- | ------------------ | --------------- | ---------------- | ----------------- | -- |
| 1     | BRA Brasil         | 4               | 1                |                   | 5  |
| 2     | USA Estados Unidos | 3               | 2                | 1                 | 6  |
| 3     | MEX México         | 1               |                  |                   | 1  |
| 4     | CAN Canadá         |                 | 3                | 3                 | 6  |
| 5     | ARG Argentina      |                 | 1                | 3                 | 3  |
| 6     | CHI Chile          |                 | 1                |                   | 1  |
| 7     | URU Uruguai        |                 |                  | 1                 | 1  |
| TOTAL | TOTAL              | 8               | 8                | 8                 | 24 |

## Ligação externa
- Jogos Pan-Americanos de 1983